# Слободна Црна Гора
Слободна Црна Гора је ванпарламентарна политичка странка у Црној Гори.

## Историјат

### Предисторија
Као потенцијални кандидат Демократског фронта, односно коалиције За будућност Црне Горе, за градоначелника Подгорице, у јавности је помињан Владислав Дајковић, политички активиста и мастер политиколог. Међутим, после одређеног времена се изјаснио Андрија Мандић, председник Нове српске демократије и један од лидера две коалиције, саопштивши да ће кандидат коалиције За будућност Црне Горе за градоначелника Подгорице највероватније бити Милан Кнежевић, председник Демократске народне партије Црне Горе. Овакав став је образложио жељом да коалиција више не подржава ванстраначке кандидате, јер су се претходна искуства у тим оквирима показала као лоша, имајући у виду да је др Миодраг Лекић, председнички кандидат Демократског фронта на изборима 2013. године потом напустио коалицију и основао Демократски савез, као и да је носилац изборне листе За будућност Црне Горе др Здравко Кривокапић након парламентарних избора 2020. године, сасвим окренуо леђа коалицији и најавио оснивање Демохришћанске странке.

### Оснивање и упис у регистар
Оснивачка скупштина је одржана 18. октобра 2021. године и тада је за председника странке изабран Владислав Дајковић. Потпис за оснивање странке је дало 228 грађана, односно оснивача. Странка је уписана у регистар политичких партија које води Министарство јавне управе, дигиталног друштва и медија Владе Црне Горе, дана 9. новембра 2021. године.
Најављен је страначки конгрес за март 2022. године, када треба да буду изабрани страначки органи.

## Истакнути чланови
- Владислав Дајковић (председник), мастер политиколог
- Ђорђије Андрић, комичар и новинар